# Gira
Gira je nenaseljeni otočić u hrvatskom dijelu Jadranskog mora.
Njegova površina iznosi 0,056 km². Dužina obalne crte iznosi 0,9 km.